# François-Xavier Bruno
Pour les articles homonymes, voir Bruno.
 (mars 2020).
Si vous disposez d'ouvrages ou d'articles de référence ou si vous connaissez des sites web de qualité traitant du thème abordé ici, merci de compléter l'article en donnant les références utiles à sa vérifiabilité et en les liant à la section « Notes et références ».
François-Xavier Bruno, né le 11 février 1755 à Grenoble (Dauphiné), mort le 28 mai 1829 à Aouste-sur-Sye (Drôme), est un général français de la Révolution et de l’Empire.

## Biographie
Il entre en service le 14 avril 1772, comme fusilier dans le corps royal de la marine, division de Toulon, et il est mis en congé par remplacement le 29 février 1776.
Il reprend du service le 13 novembre 1791, comme capitaine dans le 2e bataillon de volontaires de l’Isère, et le 27 mars 1792, il reçoit ses épaulettes de chef de bataillon. Le 27 janvier 1794, il est nommé chef de brigade à la 83e demi-brigade de bataille, par incorporation de son bataillon, et il prend le commandement de la 57e demi-brigade de ligne le 19 juin 1796. 
De 1792 à l’an V, il sert à l’armée d’Italie, puis successivement en l’an VI, aux armées Angleterre et d’Helvétie, et de l’an VII à l’an IX, à celle du Rhin et des côtes de l'Océan de l’an X à l’an XI.
Il est promu général de brigade le 15 décembre 1803, commandant d’armes à Valenciennes, et il est fait officier de la Légion d’honneur le 14 juin 1804. Le 16 juin 1807, il est nommé commandant de la place de Cherbourg, et il est admis à la retraite en décembre 1814.
À son retour de l’île d'Elbe, Napoléon le rappel à l’activité et le 26 mars 1815, il le remet au commandement de la place de Cherbourg. Il est remis en retraite le 1er juillet 1815.
Il meurt le 28 mai 1829, à Aouste-sur-Sye.